# 赵予征
赵予征（1922年9月—2020年6月22日），男，山西沁县人，中华人民共和国政治人物，曾任中共新疆维吾尔自治区党委常委、秘书长，新疆维吾尔自治区人大常委会副主任，新疆生产建设兵团党委书记、副政委。